# Esplorazione di Saturno
L'esplorazione di Saturno è finora avvenuta esclusivamente tramite l'ausilio di sonde spaziali prive di equipaggio. Come tutti i giganti gassosi, Saturno non possiede una superficie solida, per cui le sonde che l'hanno visitato non vi sono atterrate, bensì hanno effettuato diversi sorvoli ravvicinati (fly-by) o sono entrate nella sua orbita; è il caso della sonda Cassini-Huygens, che dopo esser stata in orbita attorno al pianeta per l'esplorazione, si è bruciata entrando nella sua atmosfera, il 15 settembre 2017, cercando di fornire ulteriori dati da analizzare.

## Esigenze tecniche

Traiettoria seguita dalla missione spaziale Cassini-Huygens.

Raggiungere un altro pianeta del sistema solare richiede un elevato costo energetico. Perché una sonda spaziale possa raggiungere Saturno dall'orbita terrestre, è necessaria una quantità di energia di poco superiore a quella richiesta per portare in un'orbita terrestre bassa (LEO) la stessa massa. In astrodinamica tale energia richiesta è descritta in termini di cambio netto nella velocità della sonda, o Δv (Delta-v). L'energia minima richiesta per raggiungere Saturno (in sei anni) dall'orbita della Terra è pari ad un Δv di circa 10,4 km/s, confrontabile con il valore di 9,7 km/s di Δv richiesto per raggiungere un'orbita terrestre bassa dalla superficie del nostro pianeta.
Con quasi la stessa quantità di energia al lancio, sarebbe possibile dimezzare i tempi di volo eseguendo una manovra di fionda gravitazionale con Giove. In alternativa, gravity assist multipli possono ridurre il quantitativo di energia richiesto al lancio o, equivalentemente, permettere di trasportare a destinazione un carico utile maggiore, a prezzo tuttavia di tempi di volo più lunghi e della necessità di attraversare zone del sistema solare con caratteristiche molto differenti (ad esempio, le alte temperature in prossimità dell'orbita di Venere o gli alti tassi di radiazioni nell'attraversamento del sistema di Giove) da quelle presenti nel sistema di Saturno, che dovrebbero guidare la progettazione della sonda.
La lontananza di Saturno dal Sole esclude - con la tecnologia attuale - l'utilizzo dei pannelli fotovoltaici per alimentare la sonda. Risulta necessario quindi ricorrere ad un generatore termoelettrico a radioisotopi (RTG) o dispositivo equivalente. Tuttavia, il materiale fissile che ne costituisce la fonte energetica non è di facile reperibilità e il suo utilizzo incontra ostacoli sia negli Stati Uniti, che in Europa - le uniche realtà che hanno finora tentato l'esplorazione di Saturno. Negli Stati Uniti, la produzione di 238Pu è cessata nel 1988 ed è ripresa solo nel 2014, con l'acquisto del materiale dalla Russia nel frattempo. La legislazione francese vigente presso il Centre spatial guyanais dell'ESA vieta il lancio di materiale radioattivo dal centro.

## Sorvoli ravvicinati

### Il fly-by della Pioneer 11

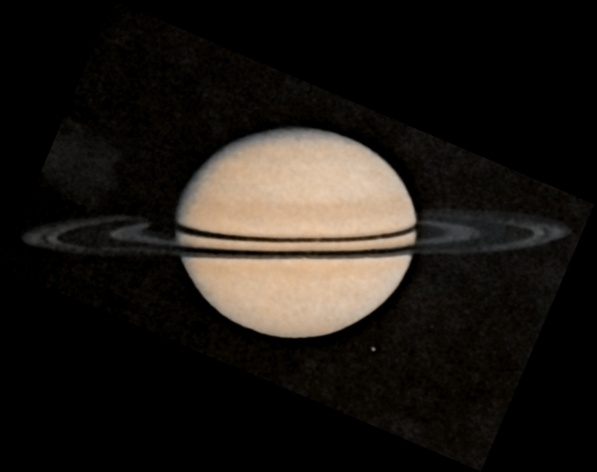
Immagine di Saturno della Pioneer 11

Saturno è stato visitato per la prima volta dalla Pioneer 11 nel settembre 1979. La sonda ha sorvolato il pianeta a 20 000 km dalle nubi superiori. In quell'occasione sono state acquisite solo immagini a bassa risoluzione del pianeta e qualche immagine anche dei suoi satelliti naturali, ma la risoluzione delle immagini non era abbastanza elevata da permettere l'individuazione di strutture superficiali.

La Pioneer 11 ha studiato anche gli anelli di Saturno; tra le sue scoperte ci sono l'anello F e il fatto che gli spazi scuri tra gli anelli non sono del tutto privi di materiali. La sonda ha anche misurato la temperatura di Titano, pari a 250 K, e l'intensità del campo magnetico di Saturno, un migliaio di volte più intenso di quello terrestre.

### I fly-by delle Voyager

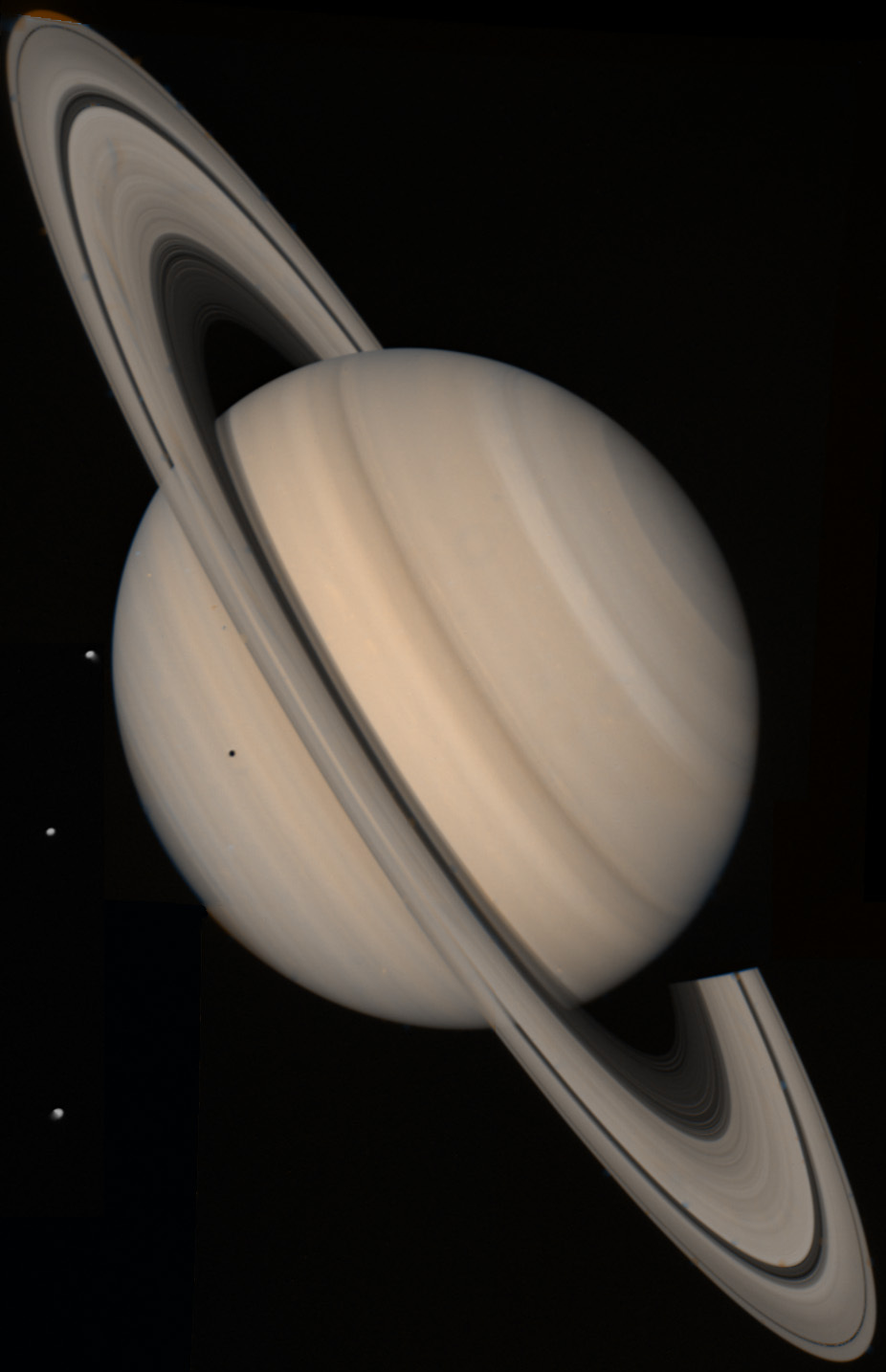
Un'immagine di Saturno presa dalla Voyager 2.

Nel novembre del 1980 la Voyager 1 ha fatto visita al sistema di Saturno. Ha trasmesso alla Terra le prime immagini ad alta risoluzione del pianeta, degli anelli e dei satelliti. Su varie lune di Saturno è stato possibile vedere le strutture superficiali per la prima volta.

Data l'allora recente scoperta di un'atmosfera su Titano, i controllori della Voyager al Jet Propulsion Laboratory hanno deciso di fare un incontro ravvicinato con il satellite. La sonda ha incrementato enormemente le nostre conoscenze dell'atmosfera di Titano, ma ha anche mostrato che la sua atmosfera è impenetrabile nella lunghezza d'onda del visibile, quindi non ha potuto rilevare nessun dettaglio superficiale. Il flyby ha anche cambiato la traiettoria della sonda mandandola al di fuori del piano del sistema solare.
A distanza di quasi un anno, nell'agosto del 1981, la Voyager 2 ha continuato lo studio del sistema di Saturno. Si sono ottenute immagini ancora più ravvicinate dei satelliti di Saturno e si è avuta l'evidenza di cambiamenti negli anelli.

La Voyager 2 ha analizzato l'atmosfera superiore di Saturno con il suo radar per misurare le temperature e le densità. La sonda ha scoperto che ai livelli più alti (7000 Pa di pressione) la temperatura era 70 kelvin (-203 °C, cioè 70 gradi sopra lo zero assoluto), mentre ai livelli più bassi (120 000 Pa) la temperatura saliva a 143 K (-130 °C). Il polo nord del pianeta era 10 K più freddo, sebbene questo possa esser dipeso da effetti stagionali. Sfortunatamente la piattaforma girevole della fotocamera si è incastrata per diversi giorni e molte immagini progettate non sono state scattate. La gravità di Saturno è stata utilizzata per dirigere la Voyager 2 verso Urano.
La sonda ha scoperto numerosi satelliti naturali di Saturno che orbitano vicino o dentro il sistema di anelli. Ha anche scoperto le piccole divisione di Maxwell e di Keeler negli anelli.

## La sonda Cassini

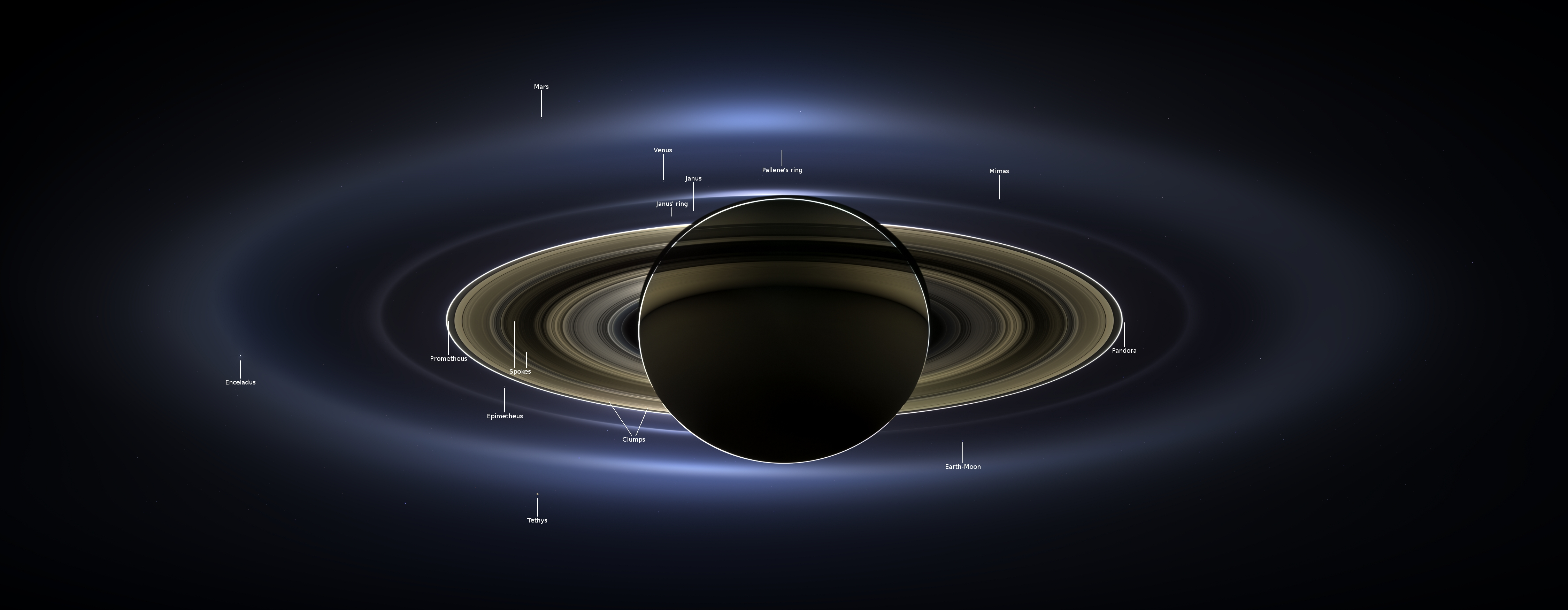
Il Giorno in cui la Terra sorrise: con il Sole eclissato da Saturno, Cassini riprende questa foto del sistema solare interno, Terra compresa.

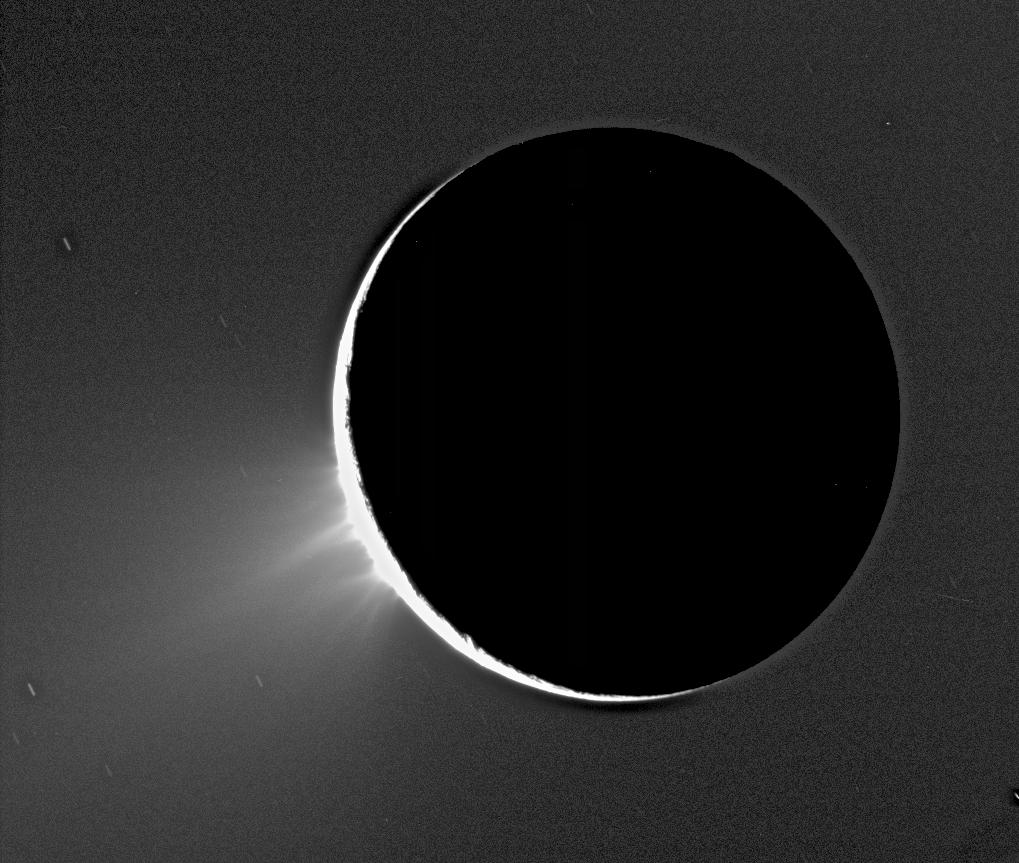
Encelado retroilluminato dal Sole ripreso dalla Cassini che mostra pennacchi ricchi d'acqua ergersi dalla superficie.

Il 1º luglio del 2004 la sonda Cassini-Huygens completa la manovra di inserimento nell'orbita di Saturno (SOI: Saturn Orbit Insertion). Ma già prima dell'inserimento in orbita la Cassini aveva studiato il sistema. Nel giugno del 2004 ha effettuato il flyby di Febe mandando a terra dati e immagini ad alta risoluzione.
Il 25 dicembre 2004 la Cassini ha rilasciato la sonda Huygens che è scesa nell'atmosfera di Titano il 14 gennaio del 2005 raccogliendo un'enorme quantità di dati durante la discesa e dopo l'atterraggio e scattando la prima fotografia della misteriosa superficie di Titano. Negli anni seguenti la Cassini ha compiuto diversi flyby dei satelliti di Saturno, nel 2006 vennero scoperti laghi di idrocarburi su Titano, inoltre si osservarono i primi geyser sulla superficie ghiacciata di Encelado dai quali fuoriusciva acqua liquida da un probabile oceano sotto la superficie.
Sempre nel 2006 la Cassini scopre un altro debole anello planetario, l'anello di Febe. e l'anno successivo nei pressi del polo nord di Titano vengono scoperti dei "mari" di metano, il più grande dei quali ha quasi le dimensioni del Mar Caspio.
Il 10 settembre 2007, la sonda ha effettuato il sorvolo a minor distanza di Giapeto, per scoprire la causa della sua dicotomia dei due emisferi, misurando la temperatura di entrambi e indicando che la probabile causa era dovuta a materiale scuro raccolto dall'anello di Febe che, abbassando l'albedo, riscaldava la superficie provocando l'evaporazione del ghiaccio d'acqua verso il suo emisfero più chiaro e freddo. Dal 2004 al 2009 ha scoperto sette nuovi satelliti di Saturno. 
La missione è stata prorogata due volte, la prima nel 2008 e visti gli ottimi risultati ottenuti nel 2010 è stata prorogata per altri sette anni. Oltre a ulteriori sorvoli ravvicinati alle maggiori lune di Saturno la sonda ha osservato diverse tempeste nell'atmosfera del pianeta, come la ricorrente Grande Macchia Bianca, con un'estensione di diverse migliaia di chilometri. In un fly-by con Encelado del 2015 la sonda è passata attraverso un geyser che ha confermato la presenza di idrogeno molecolare (H2), potenziale nutriente per la vita microbica e un'ulteriore prova dell'attività idrotermale nel fondale marino di Encelado, fattore favorevole all'abitabilità di forme di vita.
Nell'ultima parte della missione, prima della fine programmata di Cassini nell'atmosfera di Saturno nel 2017, la sonda ha studiato da vicino la zona tra il pianeta e i suoi anelli, suggerendo che gli anelli di Saturno si siano formati in tempi più recenti di quanto si pensasse in precedenza.